# 快把我哥帶走
《快把我哥帶走》（日语：兄に付ける薬はない！）是中國大陸漫畫家幽·灵創作的人氣連載漫畫作品，描寫了以學生兄妹時分、時秒為中心的日常生活故事。
目前已超過5億點擊閱讀。在快看漫畫APP連載，長期位於快看漫畫排行榜前列，每話閱讀將近1000萬。
騰訊視頻於2018年6月28日開始播出電視劇版，哥哥時分由曾舜晞、妹妹時秒由孫千飾演。
由五洲電影公司發行有限公司翻拍電影版，於2018年8月17日在中國大陸上映，哥哥時分由彭昱暢、妹妹時秒由張子楓飾演，並由鄭芬芬執導。

## 故事簡介
「真的有哥哥的人才不會是兄控！」每天坑妹一萬次的哥哥和暴走的妹妹相愛相殺，還有眾多好基友加戲不斷，日常小片段卻會讓人捧腹大笑不止。這個兄妹番才不是什麼德國骨科……

## 登場人物
- 聲優排列順序為 【中國大陸版／日本版】。

時分（聲：邊江／中村悠一）
男主角。時秒的哥哥。普通中學學生，為籃球社的社員。父母離異，兄妹兩人獨立生活，雖然总是做出愚蠢行为，还和妹妹經常吵架（然而都会被会武功的妹妹胖揍一顿），卻是在關鍵時刻靠得住（然而还是靠不住）的好哥哥。
時秒（聲：小連殺／雨宮天）
女主角。時分的妹妹。與哥哥同校。經常哥哥吵架，興趣是揍哥哥時分。在食堂与开心见面后开始暗戀開心。
甄開心（聲：皇貞季／小野賢章）
時分的好友。皮膚白皙、個性傻氣。時秒的暗戀對象。籃球隊。有許多女生都愛慕他。
苗妙妙（聲：新月冰冰／森永千才）
時秒的好友。可愛，熱心性格。但又过于冲动。
萬歲（聲：阿杰／花江夏樹）
萬幸的哥哥。高富帥，原就讀於貴族學校，因受不了太多女生的追求而轉到普通中學。與時分和開心同班。暗戀時秒。
萬幸（声：叮当／花江夏樹）
萬歲的弟弟，12歲，天才跳級生，和哥哥一起轉到普通中學。是萬家集團的第二大股東。

## 出版書籍
由中国友誼出版公司出版，已出版2卷。
1. 2015年10月1日發售 ISBN 978-7-5057-3587-3
2. 2016年8月1日發售 ISBN 978-7-5057-3797-6

## 電視動畫
於2017年改編為動畫版，動畫由日本動畫公司Imagineer和Fanworks共同製作。
- 中國大陸版於2017年3月28日起每周二在騰訊視頻、bilibili更新。
- 日本電視版於2017年4月7日起每周五20：55在TOKYO MX首播。

### 製作人員
- 原作：幽·灵
- 導演、編劇：
- 動畫：德丸尚子
- 美術：白佐木和馬
- 音響導演：千田耕平
- 音響效果、MA：松井謙典
- 音樂：出羽良彰
- 企畫：企鵝影視
- 動畫製作：Imagineer、Fanworks

### 主題曲
第1季
《Sunny side up》
歌、编曲：Brian the Sun，作词、作曲：森良太
中版爲純音樂
第2季
《Let Him Go!!》
歌：佑可貓，作词：賈甲，作曲、编曲：郭川
第3季
《進擊的青春》
歌：王玥，作詞：小嘞个朵，作曲、編曲：陈义
第4季
《Come on youth》
歌：王玥、鶴森Mori，作詞：軒轅冷酷，作曲、編曲：陈义
第5季
《我的校園戰記》
歌：Lit-Z，作詞：李喆，作曲：Lit-Z

### 各話列表
| EPISODE 01 | 我哥這種生物 什么時候滅絕 急 在線等                                                                                       |  |
| EPISODE 02 | 危險的放學後 某過於班主任大喊“晚自習要延長”                                                                               |  |
| EPISODE 03 | 哥哥的威嚴 有這種東西嗎?多少錢一斤?                                                                                       |  |
| EPISODE 04 | 食堂聖地不得造次 大媽勺裡的豬肝炒草莓，彷彿閃現著天堂的光輝                                                               |  |
| EPISODE 05 | 眾裡尋他千百度 找完教育處又找小賣部…今天辣條半價！                                                                        |  |
| EPISODE 06 | 唯爱與美食不可辜負 呃……要不愛就算了吧 反正又不能吃                                                                        |  |
| EPISODE 07 | 人型兵器少女心 全體一級戀愛準備 賀爾蒙上膛，智商下線                                                                      |  |
| EPISODE 08 | 萬歲驾到！ 你明白每天在十万平米大床上醒来的痛苦吗？                                                                       |  |
| EPISODE 09 | 生日驚喜 哼，今天勉為其難叫你一聲哥，别太嘚瑟哦                                                                           |  |
| EPISODE 10 | 時分在行動 震驚！三名男子竟在學校門口圍堵妙齡女學生！                                                                     |  |
| EPISODE 11 | 無憂鬱不青春 ……作者憑本事想出來的誤會 憑什麼要解開？                                                                      |  |
| EPISODE 12 | 不適用 |  |
| 第二季     | |  |
| EPISODE 01 | 這就是軍訓 教官虐我千百遍，我待教官……算了，前半句就夠了。                                                                 |  |
| EPISODE 02 | 商場如戰場 為了化解流動性危機，少年走上了變賣非生產用固定資產之路！                                                       |  |
| EPISODE 03 | 寄生生物時分 你的就是我的、我的還是我的                                                                                   |  |
| EPISODE 04 | 吃貨的生死競賽 頭可斷！血可流！零食不能被沒收                                                                             |  |
| EPISODE 05 | 最香不過路邊攤 這位大爺，麻煩你控制一下想加香菜的強烈欲望好嗎?                                                            |  |
| EPISODE 06 | 燃情時刻 今天的氣溫是三分熟到五分熟，燃點低的觀眾请避免外出                                                               |  |
| EPISODE 07 | 萬歲的初戀 這是一個王子愛上公……然毆打平名百姓的惡龍的故事                                                                 |  |
| EPISODE 08 | 小小轉學生 難道校園故事塞新角色只能用轉學生嗎？不，還可以用跳級生                                                         |  |
| EPISODE 09 | 食堂裡的言情劇 青春虐戀，豪門恩怨，我們這部戲裡還真是什麼都有啊                                                           |  |
| EPISODE 10 | 初吻這件大事 守心守身守嘴皮，防火防盜防兄弟                                                                               |  |
| EPISODE 11 | 與週末為敵 來講一個每週一次的恐怖故事，明天週一                                                                           |  |
| EPISODE 12 | 名偵探萬幸 呃，你剛才說的是『真相只有一個』還是『真香啊這個』?                                                            |  |
| EPISODE 13 | 梦醒时分 我不是打瞌睡，是我的上眼皮和下眼皮想切磋一下武功                                                                 |  |
| EPISODE 14 | 我与班长一二事 这是一个公主遇上王……水都烧不破脸皮的笨蛋的故事                                                             |  |
| EPISODE 15 | 我与班长二三事 你看这课本，他又香又甜；你看这恋爱，他又酸又臭                                                             |  |
| EPISODE 16 | 我与班长三四事 我说上面那个标题，不喊停你是不是打算一直数下去？                                                           |  |
| EPISODE 17 | 我与班长没事了 以为会有正常感情线的同学，是不是对本剧有什么误解                                                           |  |
| EPISODE 18 | 自古开心一根筋 如果聪明是一种罪，那我一定是……罪恶克星！                                                                   |  |
| EPISODE 19 | 吵架的真意 反弹！再反弹！反弹无效！我去告老师了！！！                                                                     |  |
| EPISODE 20 | 开心绯闻之谜 怎么在帅哥遍地的环境里保持笔直，这真是个世界性难题                                                           |  |
| EPISODE 21 | 英雄救美 标题与实际內容无关，只是为了万家面子上好看……                                                                     |  |
| EPISODE 22 | 时秒的告白 情路坎坷终陷绝境！痴情少女为爱弑兄？请关注本台报道。                                                           |  |
| EPISODE 23 | 生日礼物 女孩的心思男孩你别猜～♬ 猜来猜去猜出个祸害～♪                                                                    |  |
| EPISODE 24 | 不適用 |  |
| 第三季     | |  |
| EPISODE 01 | 浪花中的夏天 大海啊你全是水！暑假啊咋眨眼没！                                                                             |  |
| EPISODE 02 | 见义勇为 量力谨慎 地球不爆炸，作业不落下；宇宙快溶解，要写还得写。                                                        |  |
| EPISODE 03 | 传染病流行中 ……从症状上来看，大概是一种叫做“要人抱抱才能好”的病吧                                                         |  |
| EPISODE 04 | 哥哥的责任 从小到大，从校到家，下面挨打，曲线护花                                                                         |  |
| EPISODE 05 | 荒厕求生 人生就是一场冒险，总在光屁股的时候掉线                                                                           |  |
| EPISODE 06 | 努力的方向 不逼自己一把，你永远不知道自己有多棒……槌                                                                       |  |
| EPISODE 07 | 化妆的艺术 妆罢低声问夫婿……安能辨我是雄雌？                                                                               |  |
| EPISODE 08 | 贫民窟的王子 今天的午餐是法式草根烩树皮佐西北风，请殿下享用                                                               |  |
| EPISODE 09 | 挑战大扫除 现在科技这么发达，是时候让扫帚自己想想办法                                                                     |  |
| EPISODE 10 | 时分的班长梦 ……是当班长的梦，不是和班长的梦，想歪的同学请自重                                                             |  |
| EPISODE 11 | 把节约进行到底 别动那块骨头！那是我的晚饭。别扔那条抹布！改改做件衬衫。                                                   |  |
| EPISODE 12 | 猪队友也有理想 雄赳赳，气昂昂，时分来砸场！                                                                               |  |
| 第四季     | |  |
| EPISODE 01 | 時分的斷捨離 別人的房間是溫馨愛窩，你的房間是密室逃脫。                                                                   |  |
| EPISODE 02 | 眼中的真相 眼睛是心靈的窗口，扒開來才知道是騾子是狗。                                                                     |  |
| EPISODE 03 | 現在是學習時間！ ……嚇得我趕緊玩了兩個小時手機冷靜一下                                                                     |  |
| EPISODE 04 | 騎車吧！萬幸！ 再寒酸的自行車，我也能騎出微服私訪的風格                                                                   |  |
| EPISODE 05 | 武學奇才的誕生 哼，江湖上誰人不知我拿臉接拳頭的絕技！？                                                                   |  |
| EPISODE 06 | 點名是學生的噩夢 四目相交 會心一笑 該你答的題 想跑也跑不掉                                                                |  |
| EPISODE 07 | 時分的腹肌 這……這團同學，游泳健身了解一下？                                                                               |  |
| EPISODE 08 | 公共澡堂丟人事件（前篇） 為什麼南方人敢徒手打蟑螂，卻不敢裸體進澡堂？                                                     |  |
| EPISODE 09 | 公共澡堂丟人事件（後篇） 搓澡不可怕，誰怂誰尷尬                                                                           |  |
| EPISODE 10 | 遲到的正確方法 不罰站的遲到沒有靈魂，沒挨罵的懶覺不算青春                                                                 |  |
| EPISODE 11 | 黑科技運動鞋 腳下的鞋不是鞋，是八十馬赫的飛碟                                                                             |  |
| EPISODE 12 | 別針換別墅 本集由《白日做夢》節目組傾力演出，"癡心妄想"精神科友情贊助                                                     |  |
| 第五季     | |  |
| EPISODE 01 | 眾籌式燒烤 天下沒有免費的烤肉，除非你厚著臉皮眾籌！                                                                       |  |
| EPISODE 02 | 河邊的燒烤派對 幸福是熬夜不困，幸福是考試滿分，幸福還是想吃什麼                                                           |  |
| EPISODE 03 | 時秒的男朋友 人在家中把課補，外面傳言離大譜                                                                               |  |
| EPISODE 04 | 戰鬥力爆表的生物 大蟑~吃藥啦！！！！！                                                                                    |  |
| EPISODE 05 | 背單詞的小技巧 攻克最難的一個單詞後我倒下了，我承認你是個強敵——abandon                                                    |  |
| EPISODE 06 | 籃球天才萬歲 運動鞋和底板的摩擦聲是最美的交響樂！                                                                         |  |
| EPISODE 07 | 兩個人的煙花 別問了 煙花不管從哪個角度看都是圓的啦！                                                                      |  |
| EPISODE 08 | 貓咪的誘惑 喵喵喵喵喵喵喵喵喵喵喵喵喵喵喵喵喵喵喵喵喵喵 喵喵喵喵喵喵喵喵喵喵喵喵喵喵喵喵喵喵 喵喵喵喵喵喵喵喵喵喵喵喵喵喵 |  |
| EPISODE 09 | 愛上做飯好吃的人 閃爍著深淵的光輝，散發著攝人的氣味……原來是你的料理……                                                     |  |
| EPISODE 10 | 百貨公司歷險記 都說商場如戰場，原來是這個意思！                                                                           |  |
| EPISODE 11 | 時分的逆襲 昨天沒把拳腳展，今天沙袋就造反？                                                                               |  |
| EPISODE 12 | 最終的試煉 陽光總在風雨後，但是這風雨也太大了咕嚕咕嚕……                                                                   |  |

### 播放電視台
| 播放地區 | 播放電視台       | 播放日期              | 播放時間（UTC+9）         | 所屬聯播網 | 備註 |
| -------- | ---------------- | --------------------- | ------------------------- | ---------- | ---- |
| 東京都   | TOKYO MX         | 2017年4月7日－6月23日 | 星期日 21時55分－22時00分 |            |      |
| 日本全國 | niconico現場直播 | 2017年4月7日－6月23日 | 星期日 21時55分－22時00分 | 網路電視   |      |

## 外部連結
- TOKYO MX電視官網《兄に付ける薬はない!-快把我哥帯走-》 （页面存档备份，存于）